# Muskingum (rzeka)
Muskingum (ang. Muskingum River) – rzeka w amerykańskim stanie Ohio, uchodzi do Ohio w mieście Marietta.